# Sudeti (oblast)
Sudeti (češ. i slč. Sudety, polj. Kraj Sudetów) je naziv za pogranične oblasti u nekadašnjoj Čehoslovačkoj (danas u Češkoj), na njenoj granici ka današnjoj Austriji, Nemačkoj i Poljskoj). U Sudetima je živelo većinom nemačko stanovništvo - tzv. Sudetski Nemci.
Prvobitno je termin Sudeti (polj. Sudety) označavao samo deo ove oblasti - oblast u planinama Krkonoše i Jeseniki - ka Poljskoj.

### Sudetski Nemci
Osnivanjem Čehoslovačke, brojna nemačko-jezička, odnosno austrijska manjina, našla se u novoj državi, van matice. Prema popisu 1921. godine, u predratnoj Čehoslovačkoj Nemci su činili 23% stanovništva i bili su drugi najbrojniji narod, znatno brojniji od Slovaka. Oni su uglavnom bili koncentrisani u pograničnim oblastima Čehoslovačke, na njenoj granici ka ondašnjoj Austriji, Nemačkoj i Poljskoj) i u tim oblastima su činili većinu. Zanimljivo je da su se prvi Nemci doselili na ove prostore, koji su inače još od 10. veka bilo uvek nesporni deo češke države odnosno zemalja češke krune, još u 13. veku, kao kolonisti posle Tridesetogodišnjeg rata, i to na poziv čeških kraljeva.

### Osnivanje Čehoslovačke
Sudeti počinju da se pominju još 1918. godine:
Dan-dva nakon osamostaljenja Čehoslovačke (28. oktobar 1918) 4 oblasti u kojima su živeli Nemci - Nemačka Bohemija (Deutschböhmen), Sudeti (Sudetenland), Šumavska župa (Böhmerwaldgau) i Nemačka južna Moravska (Deutschsüdmähren) pokušale su da se otcepe i pripoje Austriji. Čehoslovačka vlada je u periodu između 1. i 20. decembra 1918, bez većih vojnih intervencija, povratila ova područja. Tokom ovih sukoba, koji su često bili isprovocirani i to od obe strane, ubijeno je nekoliko desetina građana, pretežno Nemaca. (Ove žrtve su nacionalisti kasnije koristili za raspirivanje konflikta.)
Tadašnji Sudeti u severnoj Moravskoj i u Češkoj Šleziji zauzimali su površinu od oko 6 543 km2 na kojoj je živelo oko 650 000 stanovnika, a centar je bio u gradu Opavi (Troppau).

### Međuratni period
Tokom 20-tih i 30-tih godina 20. veka, termin Sudeti (Sudetenland) počeo je da se koristi za većinu pograničnih oblasti čeških zemalja (uklj. Moravsku i Šleziju), gde je sve do 1945-1946. godine živela brojna nemačka manjina (3-3,5 miliona stanovnika).
Prema uzoru Alpske zemlje/alpski Nemci, Nemci u Češkim zemljama počeli su da sebe nazivaju sudetski Nemci, a Češke zemlje su počeli da zovu Sudetske zemlje.
Naziv Sudeti, koji je u međuvremenu dobio i političku konotaciju koju su nemački nacisti, uz podršku dela nemačkog stanovništva koje je živelo u Sudetima (pre svega Sudetonemačke stranke - SdP), zloupotrebili za razbijanje predratne Čehoslovačke.
Posle Minhenskog sporazuma (1938), kao Sudetenland se označavaju sva područja koje je ondašnja Čehoslovačka morala da preda Hitlerovoj Nemačkoj.

### Okupacija tokom Drugog svetskog rata
Nakon stvaranja Protektorata Češka i Moravska, veći deo Sudeta, tzv. Sudetengau (Gau-Sudetenland), po odluci Hitlera iz aprila 1939, postao je 1. maja 1939. administrativna jedinica nacističke Nemačke, sa centrom u Liberecu (Reichenberg), kde je imao sedište rajhski župski šef Konrad Henlein; područje se delilo na 3 okruga: Heb (Cheb, Eger), Usti nad Labom (Ústí nad Labem, Aussig) i Opava (Opava, Troppau). Područje na jugozapadu Češke bilo je priključeno Bavarskoj, a ostatak na jugu - bivšoj Austriji (Ostmark) i u njenom okviru podeljen je između rajhskih župa Niederdonau i Oberdonau.

### Obnova Čehoslovačke
Posle poraza nacističke Nemačke područje Sudeta ponovo je vraćeno Čehoslovačkoj, a na osnovu člana XI i XII zaključaka Postdamskog sporazuma sila pobednica (1945) ogromna većina nemačkog stanovništva je proterana iz Čehoslovačke, mada je tzv. divlji progon, tokom koga je bilo puno ekscesa, trajao nezakonito praktično već od maja 1945. Tom prilikom, poginulo je na hiljade nemačkih civila.

### Stanje danas
Pošto je čehoslovačko-austrijskim ugovorom bilo pitanje obeštećenja odgurnutog nemačkog stanovništva rešeno neki sudetski Nemci i ako je ratifikovana nemačka deklaracija 1997. godine ne smatraju problem, da su  izgubili dom i grubo isterani na osnovu „kolektivne krivice“ Benešovih dekreta, zaključenim i konačnim rešenjem.

## Spoljašnje veze
- Eva Hahn - istoričarka, rođena u Pragu, koja „se preko tri decenije bavi istorijom nemačko-čeških odnosa, bez verovanja u takozvane nacionalne konflikte“ (nemački)
- Češka Republika: Bilateralni odnosi - stranice nemačkog ministarstva inostranih poslova (nemački, engleski, francuski, španski)
- Udruženje sudetskih Nemaca (SL)
- Udruženje sudetskih Nemaca u Austriji (SLÖ)
- Savez prognanih (BdV) Архивирано на веб-сајту  (14. мај 2011)
- Savez landsmanšafta etničkoh Nemaca Austrije (VLÖ)
- Detaljne informacije o nazivima Sudeti, Sudeten, Sudetenland, Sudetendeutschland, sudeťák, sudetoněmecký, … (na češkom)[мртва веза] - Emil Hruška
- Tekst o osnovama Sudeta - i promeni njihovog značnja u istorijskom iteritorijalnom kontekstu (na češkom) - Ulrich Krulík
- Reč „Sudeti“ u češkim enciklopedijama i rečnicima (na češkom)[мртва веза]